# سوزان وود (كاتبة)
سوزان وود (بالإنجليزية: Susan Wood)‏ هي كاتِبة نيوزيلندية، ولدت في 1836، وتوفيت في 1880.